# Eine-Welt-Haus (München)

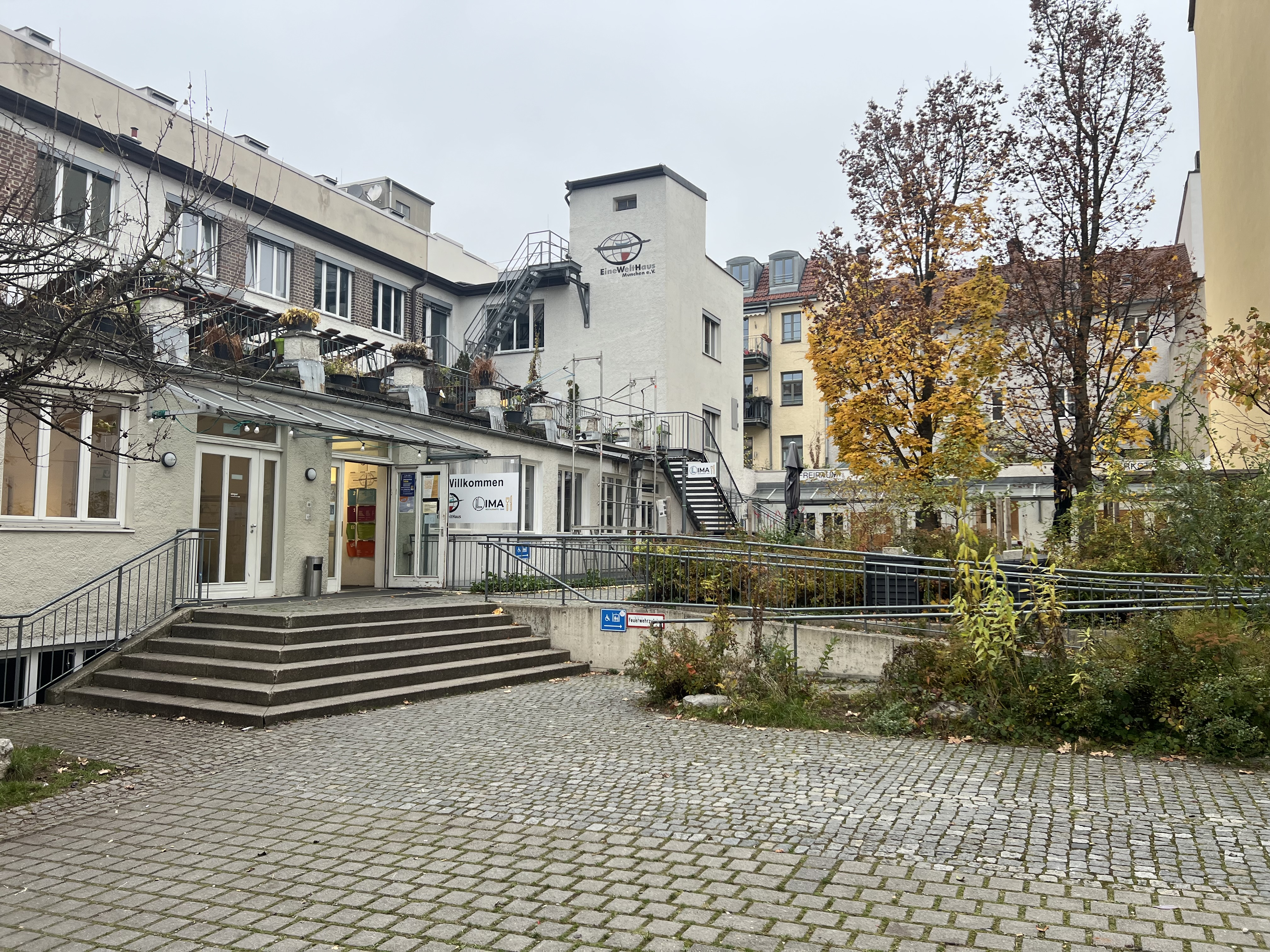
Innenhof und Eingangsbereich EineWeltHaus

Das EineWeltHaus ist ein insbesondere dem Nord-Süd-Dialog gewidmetes Kultur- und Veranstaltungszentrum in München. Es wurde im Juli 2001 im Bahnhofsviertel im Stadtteil Ludwigsvorstadt-Isarvorstadt in einer Immobile der Stadt München eröffnet, die das Projekt auch in erheblichem Umfang finanziert. Betreiber ist der Trägerkreis EineWeltHaus München e. V., der aus einem „Dritte-Welt-Café“ heraus entstand.

## Konzept
Das EineWeltHaus versteht sich selbst als einen Ort, an dem kontroverse gesellschaftspolitische Debatten geführt werden. Als Themen werden exemplarisch genannt: Nachhaltigkeit, Ökologie, Freihandelsabkommen, Krieg und Rüstungsindustrie, die politische Situation in Israel/Palästina, sowie Menschenrechtsverletzungen in Afrika, Asien, Europa und Lateinamerika.

## Einrichtungen im Haus
Etwa 280 Gruppen nutzen das Haus regelmäßig. Jedes Jahr finden rund 4.500 Veranstaltungen statt, die von ca. 90.000 Personen besucht werden. Das Nord-Süd-Forum München, Migration macht Gesellschaft, der Migrationsdienst der Initiativgruppe und die Rechtshilfe für Ausländer sind Dauernutzende. Im Haus befinden sich eine kleine Internationale Bibliothek, ein Büchercorner zum Tausch, eine Verteilerstelle für Lebensmittel von foodsharing.de, ein Kreislaufschrank und ein peruanisch-spanischen Restaurant mit Biergarten.
Regelmäßige Veranstaltungen sind das Frischluftkino in den Sommermonaten, Kleidertauschpartys, das Community-Frühstück, die Veranstaltungsreihe „dieBÜHNE“ und Ausstellungen im Foyer des Hauses.
Das EineWeltHaus gibt Impulse für vielfältige Aktivitäten und vernetzt Projekte in den Bereichen Migration, internationale und interkulturelle Solidarität, entwicklungspolitische Bildung, Kultur, Politik, Ökologie und Soziales. Es ist ein internationales und interkulturelles Begegnungszentrum mit Informations- und Beratungsangeboten sowie eine Anlaufstelle für Geflüchtete in München.

## Finanzierung
Die Stadt München stellt nicht nur das Gebäude als Mietobjekt zur Verfügung, sondern finanziert den Trägerverein des Hauses auch mit rund 300.000 Euro pro Jahr. Ende Juni 2016 genehmigte der Stadtrat von München auch mit den Stimmen der CSU-Fraktion eine Sanierung des Hauses für rund 1,5 Millionen Euro.

## Kritik

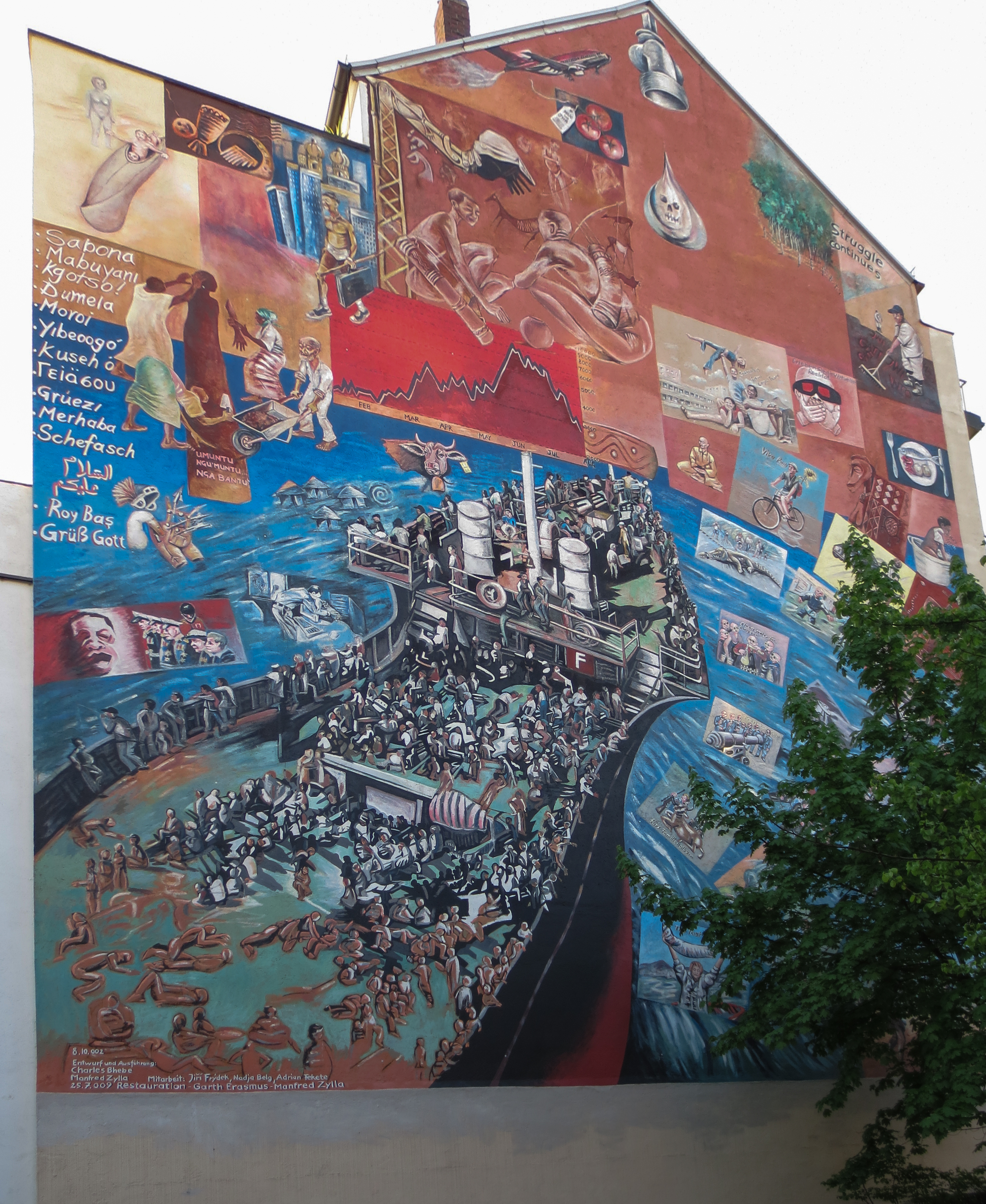
Graffiti

In der Münchner Kommunalpolitik ist das Haus umstritten: Während der damalige grüne Bürgermeister Josef Monatzeder dem Haus zum zehnjährigen Bestehen seine Glückwünsche schickte, beantragten die CSU- und die FDP-Fraktion im Münchner Rathaus im Oktober 2010 die Schließung des Hauses. Der Antrag scheiterte jedoch an der rot-grünen Mehrheit im Stadtrat.
Grund für den Antrag der CSU sind laut einem Bericht in der Süddeutschen Zeitung Gruppen und Veranstaltungen wie die Gegner der Sicherheitskonferenz, Globalisierungsgegner und die „Palästinatage“, die nach Meinung der CSU linksradikalen Organisationen eine Plattform bieten.
Auch aus der Grünen Jugend wurde das Haus im Mai 2013 kritisiert, den Ruf als „Eine-Welt-ohne-Israel-Haus“ solle das Haus schnellstmöglich hinter sich lassen.
Im Jahr 2006 gab es einen Polizeieinsatz im Eine-Welt-Haus, nachdem Polizeibeamte in Zivil an einer Veranstaltung teilnehmen wollten, jedoch des Saales verwiesen wurden. Der Polizeieinsatz wurde im Nachhinein vom Bayerischen Verwaltungsgerichtshof als rechtswidrig eingestuft. Die Münchner CSU forderte seinerzeit ebenfalls die Schließung des Hauses.
Anfang 2017 kritisierte die Stadtverwaltung die Teilnahme des im Eine-Welt-Haus tagenden „Salam Shalom Arbeitskreises Palästina-Israel e. V.“ an der anti-israelischen BDS-Kampagne und forderte das Haus auf, der Initiative keine Räumlichkeiten mehr zur Verfügung zu stellen. Der Beirat des Hauses kam dem Ansuchen im März 2017 zwar nach, doch die Mitgliederversammlung hob den Beschluss wieder auf. Die Stadtratsfraktionen von CSU und SPD stellten daraufhin im Juli 2017 einen gemeinsamen Antrag, wonach städtische Räume (zu denen auch das EWH zählt) nicht für die BDS-Kampagne bzw. BDS-Ziele unterstützende Veranstaltungen zur Verfügung gestellt werden dürfen. Aus Protest gegen die BDS-Entscheidung der Mitgliederversammlung des Eine-Welt-Hauses traten Marian Offman (damals CSU) und Dominik Krause (Grüne) Ende Juli 2017 aus dem Beirat des Hauses aus. Im Juli 2021 wurde die Stadt München dann vom Verwaltungsgericht verpflichtet, für eine Veranstaltung der BDS-Kampagne im Eine-Welt-Haus Räume zur Verfügung zu stellen. Bei dieser trat BDS-Mitgründer Omar Barghouti als Redner auf, wenn auch coronabedingt nur online.